# 新潟市立関屋小学校
新潟市立関屋小学校（にいがたしりつせきやしょうがっこう）は、新潟県新潟市中央区にある公立小学校。

## 概要
- 創立 - 明治11年12月20日
- 付近

近隣には新潟県立新潟高等学校などがあり、文教地区に立地している。また、関屋ハイツなど住宅が立ち並ぶ地域である。
- 校舎 - 4階建て
- 2学期制である。
- 児童約200人

## 行事
- 4月 - 入学式・始業式
- 5月 - 運動会
- 6月 - 修学旅行（6年のみ）・1日店員体験[1]
- 7月 - 関小フェスティバル・アグリパーク体験学習（4年のみ）
- 8月 -夏休み
- 9月 - 胎内自然教室（5年のみ）・全校登山遠足(弥彦山)
- 10月 - 前期終業式・後期始業式
- 11月 - ひびきの集い
- 12月 - 創立記念祭
- 1月 - 校内書き初め大会
- 2月 - 6年生ありがとう集会
- 3月 - 終業式・卒業式

## 委員会
メンバーは前期・後期で入れ替わる。
- 運営
- 図書
- 健康
- 情報
- 運動

- 給食